# Tensnake
Marco Niemerski, plus connu sous le nom de Tensnake, né en 1975 à Hambourg, est un DJ et producteur allemand.

## Discographie[2]

### Singles et EP
- 2006 : Restless EP
- 2007 : I Say Mista
- 2007 : Dust (avec Suite 9)
- 2007 : Fried Egg EP
- 2009 : In The End (I Want You To Cry)
- 2010 : Coma Cat
- 2011 : Something About You
- 2011 : Need Your Lovin
- 2012 : Mainline (feat. Syron)
- 2013 : See Right Through (feat. Fiora)
- 2014 : Love Sublime (feat. Nile Rodgers & Fiora)
- 2014 : Feel Of Love (feat. Jacques Lu Cont & Jamie Lidell)
- 2015 : Keep On Talking
- 2016 : Desire EP
- 2016 : Freundchen EP
- 2017 : Machines
- 2017 : Hello?
- 2019 : Rules (feat. Chenai)
- 2020 : Automatic (feat. Fiora)
- 2020 : Somebody Else (feat. Boy Matthews)
- 2020 : Strange Without You (feat. Dáramólá)
- 2020 : Make You Mine
- 2022 : How Will I Know
- 2022 : Fiesta Mágica
- 2023 : it's easy

### Remixes
- 2007 : Junior Boys - FM (Tensnake Remix)
- 2007 : Camaro's Gang - Fuerza Major (Tensnake Remix)
- 2008 : Alexander Robotnick - Disco Sick (Tensnake Remix)
- 2008 : Sally Shapiro - I'll Be By Your Side (Tensnake Remix)
- 2008 : Ajello - Moody Bang (Tensnake Remix)
- 2008 : The Embassy - Lurking (With A Distance) (Tensnake Remix)
- 2009 : The Faint - Battlehymn For Children (Tensnake Remix)
- 2009 : Jake Island feat. Joanna Christie - What If You Wanted More? (Tensnake Remix)
- 2009 : Toby Tobias - In Your Eyes (Tensnake Remix)
- 2010 : Polargeist - Home From The Can (Tensnake Remix)
- 2010 : Mano Le Tough - Eurodancer (Tensnake Remix)
- 2010 : Johnny Dynell - Jam Hot (Tensnake Remix)
- 2011 : Runaway - Chapter IV (Tensnake Reinterpretation)
- 2011 : Discodromo feat. Hard Ton - Build A House (Tensnake Remix)
- 2012 : Azari & III - Reckless (With Your Love) (Tensnake Remix)
- 2012 : Friendly Fires - Hurting (Tensnake Remix)
- 2012 : Lauer - Trainmann (Tensnake Remix)
- 2012 : Mark Knight feat. Skin - Nothing Matters (Tensnake Remix)
- 2012 : Sugardaddy - How Long (Tensnake Remix)
- 2013 : Pet Shop Boys feat. Example - Thursday (Tensnake Remix)
- 2014 : Psychemagik feat. Renegade - Black Noir Schwarz (Tensnake Remix)
- 2017 : Boys Noize feat. Poliça - Mayday (Tensnake Remix)
- 2017 : Lauer & Tuff City Kids feat. Joe Goddard - Tell Me (Tensnake Remix)
- 2018 : Charlotte Gainsbourg - Sylvia Says (Tensnake Remix)
- 2018 : Xinobi & Vaarwell - Far Away Place (Tensnake Remix)
- 2018 : Cut Copy - Standing In The Middle Of The Field (Tensnake Remix)
- 2018 : Claptone feat. Ben Duffy - Stronger (Tensnake Remix)
- 2018 : Monkey Safari - Odyssey (Tensnake Remix)
- 2018 : Milo Greene - Move (Tensnake Remix)
- 2018 : Rhye - Count To Five (Tensnake Remix)
- 2018 : Lorenz Rhode - And I Say (Tensnake Remix)
- 2019 : Budakid - No Strings Attached (Tensnake Remix)
- 2019 : Running Touch - Make Your Move (Tensnake Remix)
- 2020 : Kasper Bjorke - Seabird (Tensnake Remix)
- 2020 : Dombresky & Boston Bun - Stronger (Tensnake Remix)
- 2020 : Duke Dumont feat. Say Lou Lou - Nightcrawler (Tensnake Remix)
- 2020 : Dua Lipa - Hallucinate (Tensnake Remix)
- 2020 : Kraak & Smaak feat. The Palms - Same Blood (Tensnake Remix)
- 2020 : The Knocks feat. Foster The People - All About You (Tensnake Remix)
- 2021 : Tobias Schmid - Acid 672 (Tensnake Quarantine Remix)
- 2021 : Jasper Street Co. - You're My Latest, My Greatest Inspiration (Tensnake Remix)
- 2021 : In Deep We Trust - Ba:sen (Tensnake Remix)
- 2021 : R Plus & Amelia Fox - Love Will Tear Us Apart (Tensnake Remix)
- 2021 : Drama - Don't Hold Back (Tensnake Remix)
- 2021 : Anti Up - Sensational (Tensnake Remix)
- 2021 : NTEIBINT feat. Matina Sous Peau - What You Need (Tensnake Remix)
- 2021 : Aiwaska & Starving Yet Full - Lost Dream (Tensnake Remix)
- 2022 : Steve Mill feat. Geraldine - The Mistake (Tensnake Remix)
- 2022 : Mothermary - Pray (Tensnake Remix)